# Élections législatives de 1973 dans l'Aisne
Les élections législatives françaises de 1973 se déroulent les 4 et 11 mars 1973. Dans le département de l'Aisne, cinq députés sont à élire dans le cadre de cinq circonscriptions.

## Élus
| Circonscription | Député sortant    | Parti | Parti | Député élu ou réélu | Parti | Parti |
| --------------- | ----------------- | ----- | ----- | ------------------- | ----- | ----- |
| 1re             | Guy Sabatier      |       | UDR   | Robert Aumont       |       | PS    |
| 2e              | Edmond Bricout    |       | UDR   | Daniel Le Meur      |       | PCF   |
| 3e              | Maurice Brugnon   |       | FGDS  | Maurice Brugnon     |       | PS    |
| 4e              | Albert Catalifaud |       | UDR   | Roland Renard       |       | PCF   |
| 5e              | André Rossi       |       | CR    | André Rossi         |       | CR    |

## Résultats

### Résultats à l'échelle du département
| Parti                 | Parti                                   | Premier tour | Premier tour | Second tour | Second tour | Sièges |
| Parti                 | Parti                                   | Voix         | %            | Voix        | %           | Sièges |
| --------------------- | --------------------------------------- | ------------ | ------------ | ----------- | ----------- | ------ |
|                       | Parti communiste français               | 69 265       | 27,26        | 81 167      | 31,98       | 2      |
|                       | Parti socialiste                        | 56 298       | 22,16        | 50 128      | 19,75       | 2      |
|                       | Parti socialiste unifié                 | 2 974        | 1,17         |             |             | 0      |
|                       | Union de la gauche                      | 128 537      | 50,59        | 131 295     | 51,72       | 4      |
|                       |                                         |              |              |             |             |        |
|                       | Union des démocrates pour la République | 62 445       | 24,58        | 88 356      | 34,81       | 0      |
|                       | Divers gaullistes                       | 8 354        | 3,29         | Retrait     | Retrait     | 0      |
|                       | Divers droite                           | 4 572        | 1,80         |             |             | 0      |
|                       | Union des républicains de progrès       | 75 371       | 29,66        | 88 356      | 34,81       | 0      |
|                       |                                         |              |              |             |             |        |
|                       | Mouvement réformateur                   | 46 801       | 18,42        | 34 193      | 13,47       | 1      |
|                       | Extrême droite (ARIL)                   | 3 369        | 1,33         |             |             | 0      |
|                       |                                         |              |              |             |             |        |
| Inscrits              | Inscrits                                | 304 504      | 100,00       | 304 413     | 100,00      | 5      |
| Abstentions           | Abstentions                             | 45 043       | 14,79        | 42 476      | 13,95       |        |
| Votants               | Votants                                 | 259 461      | 85,21        | 261 937     | 86,05       |        |
| Blancs et nuls        | Blancs et nuls                          | 5 383        | 2,07         | 8 093       | 3,09        |        |
| Exprimés              | Exprimés                                | 254 078      | 97,93        | 253 844     | 96,91       |        |
| Source : Data.gouv.fr |                                         |              |              |             |             |        |

### Résultats par circonscription

#### Première circonscription (Laon)
| Candidat           | Candidat             | Parti          | Premier tour | Premier tour | Second tour | Second tour |  |
| Candidat           | Candidat             | Parti          | Voix         | %            | Voix        | %           |  |
| ------------------ | -------------------- | -------------- | ------------ | ------------ | ----------- | ----------- |  |
|                    | Guy Sabatier sortant | UDR (URP)      | 17 154       | 36,76        | 22 199      | 47,02       |  |
|                    | Robert Aumont élu    | PS (UGSD)      | 11 513       | 24,67        | 25 014      | 52,98       |  |
|                    | William Philippot    | PCF            | 10 291       | 22,06        | Retrait     | Retrait     |  |
|                    | François Lesein      | MR             | 6 747        | 14,46        | Retrait     | Retrait     |  |
|                    | Georges Lesimon      | Divers droite  | 955          | 2,05         |             |             |  |
|                    |                      |                |              |              |             |             |  |
| Inscrits           | Inscrits             | Inscrits       | 55 546       | 100,00       | 55 540      | 100,00      |  |
| Abstentions        | Abstentions          | Abstentions    | 7 936        | 14,29        | 7 241       | 13,04       |  |
| Votants            | Votants              | Votants        | 47 610       | 85,71        | 48 299      | 86,96       |  |
| Blancs et nuls     | Blancs et nuls       | Blancs et nuls | 950          | 2            | 1 086       | 2,25        |  |
| Exprimés           | Exprimés             | Exprimés       | 46 660       | 98           | 47 213      | 97,75       |  |
| Source : Data.gouv |                      |                |              |              |             |             |  |

#### Deuxième circonscription (Saint-Quentin)
| Candidat           | Candidat               | Parti                     | Premier tour | Premier tour | Second tour | Second tour |  |
| Candidat           | Candidat               | Parti                     | Voix         | %            | Voix        | %           |  |
| ------------------ | ---------------------- | ------------------------- | ------------ | ------------ | ----------- | ----------- |  |
|                    | Daniel Le Meur élu     | PCF                       | 18 710       | 31,22        | 31 287      | 52,09       |  |
|                    | Edmond Bricout sortant | UDR (URP)                 | 12 957       | 21,62        | 28 773      | 47,91       |  |
|                    | Charles Margueritte    | PS (UGSD)                 | 10 526       | 17,56        | Retrait     | Retrait     |  |
|                    | Guy Blériot            | Divers droite (Gaulliste) | 8 354        | 13,94        | Retrait     | Retrait     |  |
|                    | Bernard Valentin       | MR                        | 4 910        | 8,19         |             |             |  |
|                    | Henri Michel           | Divers droite (MRSD)      | 1 678        | 2,80         |             |             |  |
|                    | Jacqueline Labrosse    | PSU                       | 1 640        | 2,74         |             |             |  |
|                    | Gérard Parizano        | Extrême droite (ARIL)     | 1 152        | 1,92         |             |             |  |
|                    |                        |                           |              |              |             |             |  |
| Inscrits           | Inscrits               | Inscrits                  | 71 922       | 100,00       | 71 826      | 100,00      |  |
| Abstentions        | Abstentions            | Abstentions               | 10 447       | 14,53        | 9 233       | 12,85       |  |
| Votants            | Votants                | Votants                   | 61 475       | 85,47        | 62 593      | 87,15       |  |
| Blancs et nuls     | Blancs et nuls         | Blancs et nuls            | 1 548        | 2,52         | 2 533       | 4,05        |  |
| Exprimés           | Exprimés               | Exprimés                  | 59 927       | 97,48        | 60 060      | 95,95       |  |
| Source : Data.gouv |                        |                           |              |              |             |             |  |

#### Troisième circonscription (Hirson)
| Candidat           | Candidat                      | Parti                 | Premier tour | Premier tour | Second tour | Second tour |  |
| Candidat           | Candidat                      | Parti                 | Voix         | %            | Voix        | %           |  |
| ------------------ | ----------------------------- | --------------------- | ------------ | ------------ | ----------- | ----------- |  |
|                    | Maurice Brugnon sortant réélu | PS (UGSD)             | 15 511       | 38,54        | 25 114      | 62,95       |  |
|                    | Raymond Mahoudeaux            | PCF                   | 8 964        | 25,81        | Retrait     | Retrait     |  |
|                    | Jean Perreau-Pradier          | UDR (URP)             | 8 377        | 20,81        | 14 781      | 37,05       |  |
|                    | Raymond Labois                | MR                    | 4 434        | 11,02        |             |             |  |
|                    | Antoine Pagni                 | Divers droite (UPT)   | 1 939        | 4,82         |             |             |  |
|                    | Francis Souleyreau            | Extrême droite (ARIL) | 1 024        | 2,54         |             |             |  |
|                    |                               |                       |              |              |             |             |  |
| Inscrits           | Inscrits                      | Inscrits              | 48 025       | 100,00       | 48 022      | 100,00      |  |
| Abstentions        | Abstentions                   | Abstentions           | 6 928        | 14,43        | 6 953       | 14,48       |  |
| Votants            | Votants                       | Votants               | 41 097       | 85,57        | 41 069      | 85,52       |  |
| Blancs et nuls     | Blancs et nuls                | Blancs et nuls        | 848          | 2,06         | 1 174       | 2,86        |  |
| Exprimés           | Exprimés                      | Exprimés              | 40 249       | 97,94        | 39 895      | 97,14       |  |
| Source : Data.gouv |                               |                       |              |              |             |             |  |

#### Quatrième circonscription (Chauny)
| Candidat           | Candidat                  | Parti                 | Premier tour | Premier tour | Second tour | Second tour |  |
| Candidat           | Candidat                  | Parti                 | Voix         | %            | Voix        | %           |  |
| ------------------ | ------------------------- | --------------------- | ------------ | ------------ | ----------- | ----------- |  |
|                    | Albert Catalifaud sortant | UDR (URP)             | 14 502       | 30,98        | 22 603      | 48,82       |  |
|                    | Roland Renard élu         | PCF                   | 13 473       | 28,78        | 23 699      | 51,18       |  |
|                    | Yves Brinon               | PS (UGSD)             | 10 255       | 21,90        | Retrait     | Retrait     |  |
|                    | Norbert Cerf              | MR                    | 6 060        | 12,94        | Retrait     | Retrait     |  |
|                    | Jacques Dwornik           | PSU                   | 1 334        | 2,85         |             |             |  |
|                    | Marie-Anne Herbaut        | Extrême droite (ARIL) | 1 193        | 2,55         |             |             |  |
|                    |                           |                       |              |              |             |             |  |
| Inscrits           | Inscrits                  | Inscrits              | 55 807       | 100,00       | 55 803      | 100,00      |  |
| Abstentions        | Abstentions               | Abstentions           | 7 948        | 14,24        | 7 583       | 13,59       |  |
| Votants            | Votants                   | Votants               | 47 859       | 85,76        | 48 220      | 86,41       |  |
| Blancs et nuls     | Blancs et nuls            | Blancs et nuls        | 1 042        | 2,18         | 1 918       | 3,98        |  |
| Exprimés           | Exprimés                  | Exprimés              | 46 817       | 97,82        | 46 302      | 96,02       |  |
| Source : Data.gouv |                           |                       |              |              |             |             |  |

#### Cinquième circonscription (Château-Thierry - Soissons)
| Candidat           | Candidat                   | Parti          | Premier tour | Premier tour | Second tour | Second tour |  |
| Candidat           | Candidat                   | Parti          | Voix         | %            | Voix        | %           |  |
| ------------------ | -------------------------- | -------------- | ------------ | ------------ | ----------- | ----------- |  |
|                    | André Rossi sortant réélu  | MR (CR)        | 24 650       | 40,79        | 34 193      | 56,64       |  |
|                    | Pierre Lemret              | PCF            | 17 827       | 29,50        | 26 181      | 43,36       |  |
|                    | Rémi Lédée                 | UDR (URP)      | 9 455        | 15,65        | Retrait     | Retrait     |  |
|                    | Antoine-François Donsimoni | PS (UGSD)      | 8 493        | 14,06        | Retrait     | Retrait     |  |
|                    |                            |                |              |              |             |             |  |
| Inscrits           | Inscrits                   | Inscrits       | 73 204       | 100,00       | 73 222      | 100,00      |  |
| Abstentions        | Abstentions                | Abstentions    | 11 784       | 16,1         | 11 466      | 15,66       |  |
| Votants            | Votants                    | Votants        | 61 420       | 83,9         | 61 756      | 84,34       |  |
| Blancs et nuls     | Blancs et nuls             | Blancs et nuls | 995          | 1,62         | 1 382       | 2,24        |  |
| Exprimés           | Exprimés                   | Exprimés       | 60 425       | 98,38        | 60 374      | 97,76       |  |
| Source : Data.gouv |                            |                |              |              |             |             |  |

## Rappel des résultats départementaux des élections de 1968

### Élus en 1968
| Circonscription | Député sortant    | Parti | Parti       | Député élu ou réélu | Parti | Parti       |
| --------------- | ----------------- | ----- | ----------- | ------------------- | ----- | ----------- |
| 1re             | Guy Sabatier      |       | UDR         | Guy Sabatier        |       | UDR         |
| 2e              | Edmond Bricout    |       | UDR         | Edmond Bricout      |       | UDR         |
| 3e              | Maurice Brugnon   |       | FGDS (SFIO) | Maurice Brugnon     |       | FGDS (SFIO) |
| 4e              | Albert Catalifaud |       | UDR         | Albert Catalifaud   |       | UDR         |
| 5e              | André Rossi       |       | CR          | André Rossi         |       | CR          |